# Whitlockska samskolan

Whitlockska Samskolan var en privat reformpedagogisk skola verksam 1878–1978, bestående av realskola och gymnasium, senare grundskola och gymnasieskola, i Stockholm.

## Historik
Skolan grundades som flickskola 1878 av Anna Whitlock bland annat i samarbete med Ellen Key. 1893 uppgick Whitlocks skola i den nybildade Stockholms nya samskola med Anna Whitlock som föreståndare på adressen Kammakargatan 8. Vid skolan praktiserades nya pedagogiska metoder, bland annat elevråd med självstyre, föräldradagar, koncentrationsläsning, fria ämnesval och omväxling mellan praktiskt och teoretiskt arbete. Tanken var att uppmuntra flickor med naturvetenskapliga intressen och pojkar med humanistiska intresse. Skolan hade ingen kristendomsundervisning, då tanken om religionsfriheten värderades högt. Detta gjorde att skolan hade många judiska elever. 1905 bytte skolan namn till Whitlockska samskolan. 
1913 flyttade skolan in i det nybyggda skolhuset på Eriksbergsgatan 8A. Byggnaden uppfördes 1912–1913 efter arkitektfirman Hagström & Ekmans ritningar, som även ritade den intilliggande Detthowska skolan.
1918 övergick skolan i stiftelseform. 1976 kommunaliserades skolan och lades sedan ned 1978.
Studentexamen gavs från 1904 till 1978 och realexamen från 1965 till 1966.

## Fortsatt undervisning i lokalerna
Sedan 1978 äger och bedriver Studieförbundet Vuxenskolan undervisning i byggnaden. I uppgörelsen kring köpet skulle även delar av byggnaden tjäna som allmän samlingslokal varvid Bygdegården Anna Whitlock skapades.
|  |  |